# Monomma gazanum
Monomma gazanum es una especie de coleóptero de la familia Monommatidae.

## Distribución geográfica
Habita en el este de África.